# Шодибон
Шодибон (фр. Chaudebonne) насеље је и општина у источној Француској у региону Рона-Алпи, у департману Дром која припада префектури Нион.
По подацима из 2011. године у општини је живело 55 становника, а густина насељености је износила 2,65 становника/km². Општина се простире на површини од 20,77 km². Налази се на средњој надморској висини од 635 метара (максималној 1.600 m, а минималној 542 m).

## Демографија
| 1962. | 1968. | 1975. | 1982. | 1990. | 1999. | 2011. |
| ----- | ----- | ----- | ----- | ----- | ----- | ----- |
| 38    | 45    | 35    | 47    | 48    | 54    | 55    |

График промене броја становника у току последњих година